# Idschara
Idschara (arabisch إجارة, DMG Iǧāra; häufig Ijarah oder Ijara) ist im islamischen Finanzwesen ein islamkonformes Finanzierungsinstrument, das dem konventionellen Leasing sehr ähnlich ist.

## Allgemeines
Bei einem Idschara-Vertrag wird ein Leasinggegenstand von einem Leasinggeber, arabisch Mu'addschir / مؤجر / muʾaǧǧir, an einen Leasingnehmer (Musta'dschir / مستأجر / mustaʾǧir) für eine vereinbarte Leasingrate (Udschra / أجرة / uǧra) zur Nutzung überlassen. Das Eigentumsrecht am Leasinggegenstand bleibt die gesamte Laufzeit über beim Leasinggeber, und nach Ablauf geht die geleaste Sache vom Kunden zurück in den Besitz des Eigentümers.
Als Leasinggeber kann sowohl der Produzent des Gutes als auch eine Leasinggesellschaft fungieren.
Besonderheiten beim islamischen Leasing ergeben sich dadurch, dass alle Finanzkontrakte dem Zinsverbot unterliegen. Die Schariʿa verbietet die Erhebung oder Auszahlung von Zinsen (Riba).
Es trifft zu, dass ausländische Leasingfirmen beim Kauf der entsprechenden Gegenstände Zinsen zahlen und diese zusammen mit ihrem Gewinn aufschlagen und in den Leasingpreis einkalkulieren. Der Leasingnehmer ist aber selbst von dem Zins direkt nicht betroffen. Idschara-Verträge werden vor allem zum Leasing von Kraftfahrzeugen genutzt.
Das Idschara stellt einen Unterschied zum Murabaha-Leasing dar, da die Chancen und Risiken beim Leasinggeber bleiben und außerdem die Raten nicht über die gesamte Laufzeit festgelegt sind.

## Unterschiede zum traditionellen Leasing
Ein großer Unterschied besteht darin, dass die Bank das Leasinggut versichern muss, weil sie für einen vom Käufer verschuldeten Totalverlust haftet. Dieser muss das Objekt weder ersetzen noch weitere Raten bezahlen.
Sollte ein Schuldner seiner Zahlungsverpflichtung unbegründet nicht nachkommen, ist es in islamischen Verträgen üblich, anstelle von Verzugszinsen eine Strafzahlung an eine wohltätige Einrichtung zu leisten. In unverschuldeten Fällen wie Arbeitslosigkeit entfällt die Zahlung. Diese Lösung entspricht dem Ideal der islamischen Wirtschafts- und Sozialethik, weil sie verhindert, dass sich Banken durch Verzugszinsen an der Notlage eines Kunden bereichern.

## Arten von Idschara

### Idschara wa-iqtina
Idschara wa-iqtina / إجارة واقتناء / Iǧāra wa-’qtināʾ, auch Idschara wal-iqtina, ist vergleichbar mit dem modernen Finanzierungsleasing. Basierend auf einem Idschara-Vertrag geht das Leasinggut am Ende der Leasingzeit in den Besitz des Leasingnehmers über. Dies geschieht entweder durch Bezahlung eines symbolischen Betrages, des Restbuchwertes oder durch Schenkung. Die bereits bezahlten Leasingraten sind hierbei als Anzahlung zu sehen.

### Idschara muntahiya bi-tamlik
Bei Idschara muntahiya bi-tamlik / إجارة منتهية بتمليك / Iǧāra muntahiya bi-tamlīk kauft der Leasinggeber, in der Regel eine Bank, einen bestimmten Vermögensgegenstand für den Leasingnehmer und verleast ihn an diesen. Der Leasingnehmer zahlt die Leasingraten vereinbarungsgemäß über die gesamte Vertragslaufzeit ab und kauft am Ende das Leasinggut zum Restbuchwert.

### Idschara thumma l-baiʿ
Idschara thumma l-baiʿ / إجارة ثم البيع / Iǧāra ṯumma l-bayʿ bezeichnet eine Leasingtransaktion mit Kaufoption nach Ablauf des Leasingsvertrages, basierend auf zwei Verträgen. Der erste Vertrag (Idschara) reglementiert das Leasing in einem genau definierten Zeitraum. Wenn diese Frist vorbei ist, tritt der zweite Vertrag (Baiʿ) in Kraft, der den Kaufpreis und die Zahlungsmodalitäten regelt. Der Leasinggeber generiert einen Gewinn durch die vorzeitige Festlegung der Kosten des Gutes, von seinem Restwert am Ende der Frist und durch die Gewinnspanne auf den für das Leasing bezahlten Betrag.

### Idschara mausufa fi dh-dhimma
Bei Idschara mausufa fi dh-dhimma / إجارة موصوفة في الذمة / Iǧāra mauṣūfa fī ḏ-ḏimma, meist fi al-dhimma, wird ein Vertrag abgeschlossen, wobei dem Leasingnehmer zugesichert wird, dass er während oder nach der Leasingzeit das Gut bevorzugt kaufen kann.

## Verweise